# Мальовничий провулок (Житомир)
Мальовничий провулок — провулок в Богунському районі міста Житомира.

## Характеристики
Знаходиться на Мальованці. Бере початок з 1-го провулка Кармелюка. Завершується глухим кутом неподалік берега річки Кам'янки. 

## Історія
Виник та почав формуватися у 1990-х роках. В 1997 році надана назва та здійснена адресація новобудов до новоствореного провулка.